# Franz von Hagen
Franz von Hagen (1672 i København – 10. juni 1749) var oversekretær i Tyske Kancelli.
Han blev født i København, hvor hans fader, Franz von Hagen (død 1705), en af Christian V yndet og betroet embedsmand, beklædte posten som gehejmekancelliskriver og assessor i det Tyske Kancelli. Han blev usædvanlig tidligt student og fuldendte sin akademiske uddannelse ved flere fremmede universiteter, især Frankfurt an der Oder, hvor han studerede 1688 og udgav en på latin affattet panegyrik over Christian V. Kun 20 år gammel betrådte han den diplomatiske løbebane som sekretær hos den danske gesandt i London Mogens Skeel. 1693 hjemkaldtes han fra England for at tiltræde embedet som sekretær i det Tyske Kancelli. Det følgende år sendtes han som legationssekretær til det brandenborgske hof og forblev her en del år, en tid fungerende som gesandt. Først 1705 efter Johan Moths død vendte han tilbage til Danmark for at blive dennes efterfølger som arkivar for det Tyske Kancelli og tog som sådan væsentlig del i omordningen af de samlede tyske arkiver. Tillige var han blevet udnævnt til assessor i samme kancelli, hvilken stilling han, 1707 forfremmet til justitsråd, indtog i en længere årrække, indtil han i juni 1721 ved Christian Sehesteds afgang med titel af etatsråd trådte i spidsen for Tyske Kancelli. Ved Forhandlingerne om Sønderjyllands indlemmelse i den danske krone spillede han, støttet til sit kendskab til forholdene i Hertugdømmerne, en fremtrædende rolle. 1725 fik han virkelig udnævnelse som oversekretær, blev 1727 Ridder af Dannebrog og 1733 gehejmeråd, men afløstes 27. maj 1735 af Johan Sigismund Schulin og tog afsked af statstjenesten. I året 1747 blev han gehejmekonferensråd. 10. juni 1749 døde han. Hans ægteskab med Cathrine f. Fischer (gravsat 17. marts 1732) var barnløst.
Den franske gesandt Pierre de Blouet de Camilly har i sin kendte skildring af det danske hof fældet en meget ugunstig dom over von Hagen, idet han sigter ham for bestikkelighed og egennyttighed og omtaler hans "underordnede Konnexioner". Disse udtalelser stadfæstes dog ikke andensteds fra. Vist er det, at kongen gerne lyttede til hans råd og ofte gjorde brug af den betydelige detailkundskab og prøvede erfaring i statssagerne, som han med sin anerkendte flid og arbejdsomhed havde samlet sig.